# 三井寺 (中津川市)
三井寺（みいでら）は、岐阜県中津川市坂下字・島平にかつて存在した高野山真言宗の寺院。山号は金龍山。
明治3年（1870年）、苗木藩の廃仏毀釈により取壊されて廃寺となった。

## 歴史
三井寺は、真言密教の神仏混淆の祈祷寺で、中世（鎌倉時代・室町時代）、江戸時代、明治時代と3度変遷している。
中世には三井寺と称していたかは不明であるが、跡地の裏山（島平の稲荷山）一帯に墓地があり、複数の五輪塔が残っている。
江戸時代の法系は、一世の快應から始まり、弘法大師像を本尊とする金龍山 三井寺として栄え、付近の社祠には「三井寺法印」の名が残っている。
坂下神社の別当寺であり、僧侶と社人を兼ねた法印であった。袈裟結びのある単衣を着し、聖天の祈祷もし、八卦も見る等も行っていたと伝わり、幕末には寺子屋も運営していた。
坂下神社に残る棟札には、三井寺 宝壽院、金龍山 壽命院と記されたものがあり、三井寺が脇寺を少なくとも2箇寺を持っていたことが分かる。
三井寺 十三世の法印良明が書き残した古文書には、境内は、東西62間、南北762間、敷地面積は、3,844坪で、建物は1軒、間口と奥行は、ともに6間づつと記されている。
三井寺は苗木藩の祈祷寺として、苗木城内にあった龍王院、福岡村の雲臺寺とともに、重責を担っていたため、
慶応4年（1868年）の神仏分離の時に、十四世の法印深明は、坂岡左京と名を改め、坂下の八幡宮の神主となることを苗木藩主の遠山友禄から認められている。
このことは同じ書体の2つの棟札で確認できる。

一方は

片方は
明治3年（1870年）8月27日、苗木藩は廃仏毀釈の施行により仏像の処分につき急布令を出し、三井寺は取り壊された。
室町時代後期の作である、役行者木造倚座像は、下野村の法界寺に移されたが、
明治42年（1909年）5月11日に、坂下村に蔵田寺が再興されると移されて安置された。
三井寺の跡地は、一時期、坂下村役場となり、明治31年（1898年）には、坂下実業補習学校、
大正3年(1914年)には、旧・坂下小学校へと変遷し、江戸期の三井寺は跡形もなくなってしまったが、
昭和50年（1975年）頃までは、旧・坂下小学校の校庭跡にはマツやモミジやサクラなどの巨木が残されていて、三井寺の庭の面影を残していた。
旧・坂下小学校跡の石垣は、江戸時代の三井寺の遺構を残しているものである。
明治32年（1899年）、矢渕の髙木海陸医師を中心にして「中山稲荷」を再興する運動が起き、
明治42年（1909年）には有志が「中山稲荷」を再興し、堂守を置いていた時期もあったが、
大正4年（1915年）に高野山金剛峯寺の許可を得て、高野山真言宗の三井寺が再々興された。
平成22年（2010年）に火災に遭い、過去帳を始め、貴重な文化財もろとも焼失したが、隣接する地蔵堂は火災を免れた。
地蔵堂には、石造の子安地蔵菩薩立像と、石造の鶴亀地蔵菩薩立像、石造の弘法大師坐像と、棟札類が安置されている。
弘法大師坐像は、享保20年（1736年）から寛保3年（1744年）まで坂下町組の庄屋職を務めた八田恵七郎が寄贈したもので、
寛延4年（1751年）の線刻がある。
傍らの庚申堂の前には、石造の弘法大師立像が立っている。
現在、参道の入口には「高野山真言宗 金龍山三井寺」と刻まれた石柱と、脇には「恵那新四国八十八か所 二十五番札所」の石柱が残っており、
稲荷山の南端部の傾斜地の上段には、江戸時代の法印の無縫塔群、下段に中世の五輪塔20数基が残っている。

## 関連リンク
- 金龍山 三井寺遺跡

### 岐阜県指定有形文化財
- 蔵田寺 木造役行者坐像 岐阜県公式サイト[6]
- 役行者木造倚座像 が安置されており[6]